# عروسک توپی

عروسک مفصل توپی مدرن ژاپنی (بی‌جی‌دی) برند سوپر دالفی که توسط تایم اینگونه توصیف شده‌است: «دارای ویژگی‌های اغراق‌آمیز الهام گرفته‌شده از انیمیشن ژاپنی»

عروسک توپی یا عروسک مفصل توپی (به انگلیسی: ball-jointed doll) به هر عروسکی گفته می‌شود که مجهز به مفاصل توپی باشد. امروزه هنگام اشاره به نوع مدرن این عروسک‌ها از کلمات اختصاری بی‌جی‌دی یا BJD و ای‌بی‌جی‌دی یا ABJD که معمولاً برای عروسک‌های مفصل توپی آسیایی به‌کار می‌رود، استفاده می‌شود.